# Markus Weinmann
Markus Weinmann (* 31. Juli 1974 in Worms) ist Agrarwissenschaftler und Referatsleiter Versuchswesen bei der Landwirtschaftlichen Untersuchungs- und Forschungsanstalt Speyer. Bis Februar 2024 war er in der Pflanzenphysiologie an der Universität Hohenheim tätig. Er gilt als einer der Pioniere der Bioeffektoren-Forschung zur Verbesserung von Pflanzenwachstum, Pflanzenvitalität sowie der Krankheitsresistenzen bei Pflanzen und war Koordinator des Feldversuchswesens im EU-Biofector-Projekt.

## Leben und Wirken
Geboren als Sohn der Winzerfamilie Leonard und Maria-Elisabeth Weinmann besuchte er die Grundschule in Worms-Herrnsheim und das Rudi-Stephan-Gymnasium in Worms mit Abitur 1994. Nach Ableistung des Wehrdienstes (1994–1995) begann er das Studium der Agrarwissenschaften Fachrichtung Pflanzenproduktion an der Universität Hohenheim mit Praktika in der Staatlichen Lehr- und Versuchsanstalt für Landwirtschaft, Wein- und Gartenbau, Oppenheim und der Landesanstalt für Rebenzüchtung, Alzey.
Die Diplomarbeit im Fachbereich Phytomedizin der Staatlichen Lehr- und Forschungsanstalt (SLFA) in Neustadt an der Weinstraße mit dem Thema: Einsatz der arbuskulären Mykorrhiza und von Bakterienpräparaten gegen die Rebenmüdigkeit auf Rebschulböden unter kontrollierten und Freilandbedingungen schrieb er 1999.
Im Jahr 2003 erfolgte die Annahme als Doktorand der Fakultät Agrarwissenschaften an der Universität Hohenheim, Promotion am Institut für Pflanzenernährung, später Institut für Kulturpflanzenwissenschaften, Fachgebiet Ernährungsphysiologie der Kulturpflanzen, der Universität Hohenheim bei Volker Römheld und Günter Neumann. Die Promotion zum Dr.sc.agr erfolgte im Mai 2016 in Hohenheim, seine Dissertation mit 607 Seiten beschreibt den aktuellen Stand der Bioeffektoren-Forschung.
Seit März 2024 ist Weinmann Referatsleiter Versuchswesen bei der Landwirtschaftlichen Untersuchungs- und Forschungsanstalt Speyer.

## Berufliche Tätigkeiten
- 2001 Tätigkeit als wissenschaftlicher Mitarbeiter im Fachbereich Phytomedizin, Staatlichen Lehr- und Forschungsanstalt (SLFA) in Neustadt an der Weinstraße
- 2002 und 2003, Forschungsprojekt: Untersuchungen zum Einfluss von Pflanzenstärkungsmitteln auf Wachstum, Nährstoffaneignung und Krankheitsresistenz von landwirtschaftlichen Kulturpflanzen, finanziert durch den Förderkreis Agrarwissenschaften an der Nordischen Universität e.V., Flensburg
- 2003 bis 2005, Forschungsprojekt: Silizium als Aktivator in Kulturpflanzen, finanziert durch die Arbeitsgemeinschaft industrieller Forschungsvereinigungen „Otto von Guericke“ e. V. (AiF) Projekt GmbH, Berlin und die Madora GmbH, Lörrach
- 2005 bis 2008 Forschungsprojekt The Re-establishment of Human Resources, Curricula, Systems and Institutions at the Agricultural Faculty of the Syiah Kuala University in Aceh (ACULTURE), finanziert durch das EuropeAid co-operation Office im Rahmen des ASIA LINK Programmes der Europäischen Kommission
- 2012 bis 2017 Koordination Forschungsprojekt „Resource Preservation by Application of BIOefFECTORs in European Crop Production (BIOFECTOR)“, finanziert durch die Europäische Kommission innerhalb des 7. Rahmenprogrammes, Grant agreement no: 312117
- 2020 bis 2023 zusammen mit Ciprian Fora Projektleitung  Balkan Green Deal, Education and Research in the context of the digital and ecological transformation of agriculture in the Banat Region and Baden-Württemberg
- Seit 2024 Referatsleiter Versuchswesen, Ressourcenschutz und Saatgutprüfung bei der VDLUFA Speyer

## Publikationen (Auswahl)
- Huber D., Römheld V., and Weinmann M. (2012). Relationship between nutrition, plant diseases and pests. In: Marschner P. (ed.). Marschner’s Mineral Nutrition of higher Plants. Third Edition. Academic Press, Elsevier, London, UK, pp. 283–298.
- Akter Z., Weinmann M., Neumann G., Römheld V. (2013). An in-vitro screening method to study the activity potential of biofertilizers based on Trichoderma and Bacillus sp. Journal of Plant Nutrition 36, 1439-1452.
- Nkebiwe P. M., Weinmann M., Bar-Tal A., Müller T. (2016). Fertilizer placement to improve crop nutrient acquisition and yield: A review and meta-analysis. Field Crops Research 196, 389–401.
- Nkebiwe P. M., Weinmann M., and Müller T. (2016). Improving fertilizer‑depot exploitation and maize growth by inoculation with plant growth‑promoting bacteria: from lab to field. Chemical and Biological Technologies in Agriculture 3:15, 1–16.
- Bradáčová K., Weber N. F., Morad-Talab N., Asim M., Imran M., Weinmann M., Neumann G. (2016). Micronutrients (Zn/Mn), seaweed extracts, and plant growth‑promoting bacteria as cold‑stress protectants in maize. Chemical and Biological Technologies in Agriculture 3:19, 1-10.
- Bio-Effectors for improved Growth, Nutrient Acquisition and Disease Resistance of Crops[2]
- Raupp, Thomas, Schüle, Carabet, Salasan, Fora, Weinmannː Agriculture in responsibility for our common world, Education and Research in the context of the digital and ecological transformation of agriculture in the Banat Region and Baden-Württemberg, Madora GmbH & University of Hohenheim 2022, ISBN 978-3-945046-25-8, DOI:10.60848/12212

## Konferenzbeiträge
- Rhizosphere 2004 - Perspectives and Challenges, A Tribute to Lorenz Hiltner, München, Deutschland, 12. – 17. September 2004. Posterpräsentation: Weinmann M., Tan B., Römheld V., and Neumann G. (2004). „Selected Strains of Escherichia coli as Biofertilizers in Vegetable Production“
- Rhizosphere 2, Montpellier, Frankreich, 26. – 31. August 2007. Posterpräsentation: Weinmann M., Yusran Y., Neumann G., Schropp A., Römheld V. (2007). „Synergistic effects of Pseudomonas fluorescens ssp. inoculation, arbuscular mycorrhiza and healthy root growth in grapevine and wheat affected by soil sickness“
- Rhizosphere 3. where Plants Meet Soils Down-under. Perth, Australien, 25. – 30. September 2011. Posterpräsentation durch V. Römheld und Ayumi Kawanishi: Weinmann M., Kuhn B, Moreno J. G., Neumann G., Römheld V. (2011). „Phosphite applied to the phyllosphere suppresses mechanisms of phosphorus acquisition in the rhizosphere of maize and white Lupine“
- Plant Nutrition 2014. From Basic Understanding to Better Crops. International Conference of the German Society of Plant Nutrion, Halle an der Saale, Deutschland, 10. – 12. September 2014. Posterpräsentation: Weinmann M., Nkebiwe P. M., Weber N., Bradacova K., Li Z.-F., Fora G. Müller T., Neumann G. (2014). „Application strategies and performance of bio-effector preparations to improve the growth and mineral nutrition of crops under field conditions“
- Rhizosphere 4. Stretching the Interface of Life, Maastricht, Niederlande, 21. – 25. June 2015. Posterpräsentation: Weinmann M., Nkebiwe M. P., Weber N., Bradacova K., Fora G., Müller T., Neumann G. (2015). „Strategies for bio-effector application to improve the growth and mineral nutrition of maize under field conditions“
- Micrope. Microbe-Assisted Crop Production – Opportunities, Challenges & Needs, Wien, Österreich, 23. – 25. November 2015. Posterpräsentation: Weinmann M., Nkebiwe P. M., Weber N., Hasan M. M., Poşta G., Müller T., Neumann G. (2015). „Microbial bioeffectors for alternative plant nutrition: development of application strategies in the BioFector project“